# Castilleja auriculata
Castilleja auriculata är en snyltrotsväxtart som beskrevs av Eastwood. Castilleja auriculata ingår i släktet målarborstar, och familjen snyltrotsväxter. Utöver nominatformen finns också underarten C. a. verecunda.